# Ramona Fradon
Vous lisez un « bon article » labellisé en 2019.
Ramona Fradon est une dessinatrice de bandes dessinées américaine née le 2 octobre 1926 à Chicago dans l'Illinois et morte le 24 février 2024.
Issue d'une famille où l'art est très important, elle suit très jeune des cours dans une école des beaux-arts. Ses études terminées, elle et son mari ont beaucoup de mal à gagner leur vie, aussi propose-t-elle ses services à l'éditeur DC Comics. Après une brève période d'essai, on lui propose en 1950 de dessiner les aventures d'Aquaman qui seront son principal travail durant une décennie. En 1965, le scénariste Bob Haney imagine le personnage de Metamorpho auquel Ramona Fradon donne corps. Elle quitte ensuite le monde des comics pendant plusieurs années pour se consacrer à son enfant. En 1972, Roy Thomas l'invite à travailler pour Marvel Comics où il est responsable éditorial. Mais l'expérience tourne court et DC Comics l'accueille de nouveau surtout pour des histoires fantastiques puis pour la série Superfriends. En 1981, elle quitte DC car elle est engagée pour dessiner le comic strip Brenda Starr, Reporter, jusqu'en 1995. Elle prend ensuite sa retraite de dessinatrice, ce qui ne l'empêche pas de parfois dessiner un épisode de comics.
En 1991, elle retourne à l'université et obtient un diplôme en psychologie. Outre ses activités sur les comics, elle écrit aussi des livres : un ouvrage sur le mythe de Faust en 2007 et un album pour la jeunesse en 2010. Elle apparaît encore parfois dans des conventions pour dédicacer, vendre des planches originales et rencontrer des admirateurs toujours présents. En effet, son trait, dans la droite ligne du style DC des années 1960, est célébré par des artistes et des critiques.

## Biographie

### Des débuts jusqu'en 1965
Ramona Fradon naît le 2 octobre 1926 à Chicago mais passe sa jeunesse à Rochester dans l'État de New York ainsi qu'à Larchmont, Mamaroneck, et surtout à Bronxville où elle fréquente un high school (équivalent du lycée français). Son père, Peter Dom, est arménien et sa mère, Irma, est suisse. Le couple a déjà un garçon, Jay, qui choisira aussi un métier artistique. Son père travaille comme lettreur dans la publicité et dessine des logos (entre autres ceux de Camel et Elizabeth Arden). En accord avec son épouse qui souhaitait devenir artiste avant de se marier, il pousse Ramona à étudier dès son plus jeune âge dans une école d'art. Quand, plus âgée, elle doit choisir le cursus à suivre, elle est de nouveau encouragée par son père à entreprendre des études à la Parson's School of Design en 1945. Mais les cours dispensés ne l'intéressent pas et, après un an, elle préfère intégrer l'Art Student's League de 1945 à 1948.
À la fin de ses études, elle vit pauvrement avec son mari Dana Fradon — qui est aussi dessinateur et qui travaillera par la suite pour le magazine The New Yorker. Il lui suggère de lire des comics pour pouvoir dessiner des super-héros ; elle n'en avait alors jamais feuilleté et préférait les comic strips d'aventure comme Terry et les Pirates. Cette démarche se révèle très utile car, grâce à son ami George Ward, qui devient plus tard l'assistant de Walt Kelly, la dessinatrice présente quelques planches d'abord à Fox Feature Syndicate puis à des responsables de DC Comics,. Son travail pour DC commence en 1949 : elle dessine et encre une histoire courte intitulée Four Hours to Kill !, publiée en juin de la même année, dans le dixième numéro de Gang Buster, un comics policier. Cependant, c'est seulement à partir de 1951 que le responsable éditorial Murray Boltinoff l'engage, lui permettant de travailler régulièrement pour DC. Cette année-là, elle réalise quelques courtes histoires policières puis une narration mettant en scène Shining Knight, avant que ne lui soit confiée la série Aquaman qu'elle garde pendant tout le reste des années 1950 et dans laquelle elle crée le personnage d'Aqualad en 1960.
En 1964, Ramona Fradon met au monde sa fille Amy et interrompt sa carrière, mais y revient rapidement : elle imagine le personnage de Metamorpho sur un scénario de Bob Haney, déjà créateur des Metal Men et de la Doom Patrol. La première apparition de ce protagoniste a lieu dans le numéro 57 de The Brave and the Bold qu’il n’ait son propre comics ; Ramona Fradon délaisse ce héros après quatre numéros en 1966 mais elle dessine les couvertures pendant encore cinq numéros.

### Depuis 1965

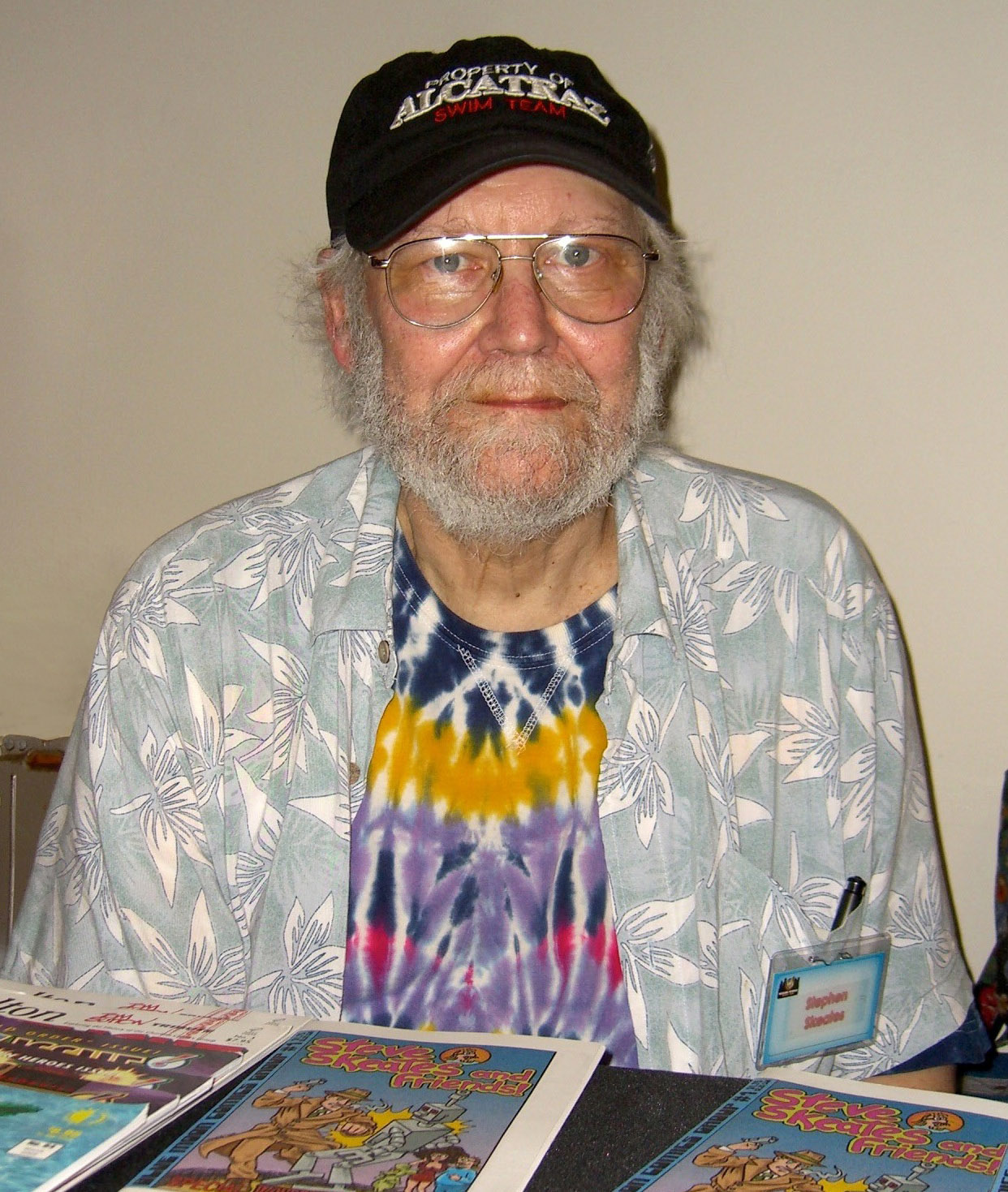
Stephen Skeates, scénariste de Plastic Man.

En 1965, Ramona Fradon préfère abandonner provisoirement le monde des comics pour élever sa fille de deux ans. En 1973, Roy Thomas, alors responsable éditorial pour Marvel Comics, lui propose de reprendre les crayons. Il lui confie le dessin d'un épisode des Quatre Fantastiques (le 133) et d'un autre de The Cat, qui n'est finalement pas publié car la série est arrêtée. Mais les méthodes de travail chez Marvel ne satisfont pas Ramona Fradon, qui préfère retourner chez DC Comics. Là son art s'exerce d'abord sur des histoires fantastiques publiées dans House of Mystery avant que Gerry Conway lui demande de participer à la relance du personnage de Plastic Man de 1976 à 1977 sur des scénarios de Steve Skeates. Viennent ensuite les Freedom Fighters en 1976 et surtout la série destinée aux plus jeunes Super Friends du numéro 3 daté de février 1977 au numéro 41 daté de juin 1981.
En 1981, Dale Messick, auteure du comic strip Brenda Starr, Reporter depuis 1940, décide de prendre une semi-retraite en déléguant le dessin de sa série. Les responsables du Chicago Tribune Syndicate (en) qui s'occupent de la diffusion recherchent une dessinatrice et leur choix se porte sur Ramona Fradon, qui quitte alors DC Comics. En 1982, la scénariste Linda Sutter succède à Dale Messick. Après le départ de Sutter, la journaliste Mary Schmich prend la place de scénariste de la série, toujours dessinée par Fradon jusqu'en 1995, date de sa retraite. C'est June Brigman qui prend sa relève.
Entre-temps, Ramona Fradon reprend des études universitaires en psychologie et religion et reçoit son diplôme en 1991, ce qui lui permet d'exercer à mi-temps le métier de conseil en psychologie. Malgré son retrait du monde des comic books, son nom apparaît encore parfois. Ainsi en 1987, elle participe au deuxième annual de Wonder Woman, qui présente la particularité d'être totalement l'œuvre de femmes ; Sonic the Hedgehog en 1999 pour Archie Comics ou Mermaidman and Barnacleboy pour Nickelodeon Magazine sont deux autres exemples de ses retours. Ce dernier titre est une série dérivée de Bob l'éponge créée par Stephen Hillenburg et parodie la série Aquaman. En 2007, l'éditeur Bongo Comics l'engage pour dessiner une histoire de Radioactive man puis pour reprendre Mermaidman and Barnacleboy. Mais si le dessin a été son moyen d'expression privilégié, ce n'est pas le seul et, en 2007, c'est à l'écriture qu'elle s'essaie en faisant publier un livre sur le mythe de Faust, intitulé The Gnostic Faustus : The secret teaching behind the Classic Texts. Dans cet ouvrage, le document anonyme est relié à des textes herméneutiques et l'œuvre est interprétée comme une métaphore des thèmes gnostiques. Sont mis ainsi en parallèle ces thèmes avec le tantrisme hindou. Cela rejoint ses centres d'intérêt pour l'occulte, l'astrologie et le chamanisme. Ses derniers travaux importants sont, en 2010, l'illustration du roman graphique The Adventures of an Unemployed Man d'Erich Origen et Gan Golan en collaboration avec Rick Veitch et, en 2012, la publication d'un album pour la jeunesse intitulé The Dinosaur That Got Tired of Being Extinct.

### Mort
Ramona Fradon meurt le 24 février 2024 à l’âge de 97 ans.

## Analyse de l'œuvre
Influencée par la peinture classique, comme celle de Pieter Brueghel l'Ancien et plutôt lectrice de strips comme The Katzenjammer Kids, Terry et les Pirates, Prince Vaillant ou Le Spirit de Will Eisner, Ramona Fradon n'a pas la culture des comic books quand elle commence à travailler dans ce media.
Durant l'âge d'argent, elle est l'une des rares dessinatrices de comics, au point que, dans les années 1960, elle et Marie Severin sont les deux seules femmes à dessiner des comic books. Dans un environnement essentiellement masculin, elle réussit à s'imposer et à travailler sur des séries importantes. Le monde des super-héros ne l'a cependant jamais satisfaite : « Je n'ai jamais été à l'aise dans cette activité,. » Elle préfère dessiner des séries parodiques comme Metamorpho ou Plastic Man plutôt que des séries sérieuses de super-héros : « Dessiner des super-héros ne m'intéressait vraiment pas,. » En effet, les personnages qui acceptent l'exagération du trait et permettent d'exprimer plus franchement leurs sentiments lui plaisent bien davantage car, selon ses dires, son trait tend vers l'expressionnisme, ce qui n'est pas possible avec les super-héros classiques. Dans un autre genre, dessiner des séries fantastiques comme House of Mystery lui plaît aussi, mais les éditeurs de l'époque préféraient lui confier des comics de super-héros.
De nombreux artistes ou critiques admirent son travail, comme Joe Sinnott qui encre le seul épisode des Quatre Fantastiques qu'elle a dessiné (« Elle est une artiste formidable. »). Le scénariste Bob Haney, qui a créé Metamorpho, dit d'elle en 2011 : « Elle n'est pas seulement la plus talentueuse artiste féminine, elle est l'une des meilleures qu'il y a eu dans les comics,. » Quant à Diana Green, elle évoque un style efficace rappelant celui de Kurt Schaffenberger sur Superman en 1960.

### Œuvres majeures

#### Aquaman

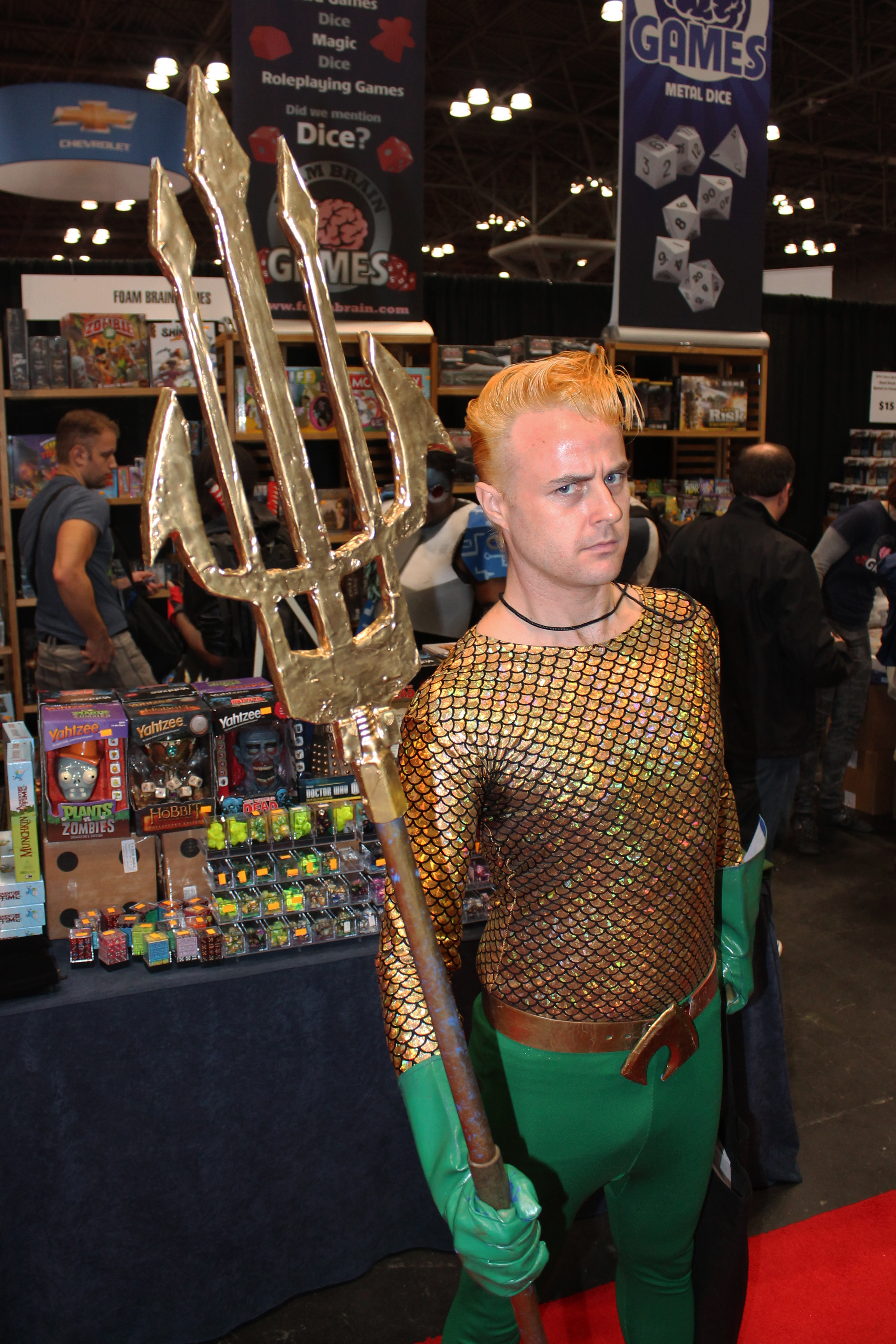
Cosplay d'Aquaman proche de la version de Ramona Fradon.

Aquaman est créé par Mort Weisinger et Paul Norris en novembre 1941 dans le numéro 73 de More Fun Comics. Rien ne le distingue alors des autres super-héros aquatiques qui combattent les nazis à l'époque. L'arrivée de Ramona Fradon à la place de John Daly, qui officiait depuis octobre 1947, correspond à une mise en valeur du héros. Les personnages secondaires, dont Aqualad qu'elle crée graphiquement, vont se multiplier, tout comme les ennemis récurrents ; le personnage va enfin connaître une origine. Ramona Fradon propose une version d'Aquaman qui obéit au style maison de DC. Le protagoniste est beau et apparaît gentil, ce qui correspond à l'image lisse qu'ont les personnages de DC à cette époque. Les récits sont simples puisque les histoires se développent sur seulement six ou sept pages.

#### Metamorpho

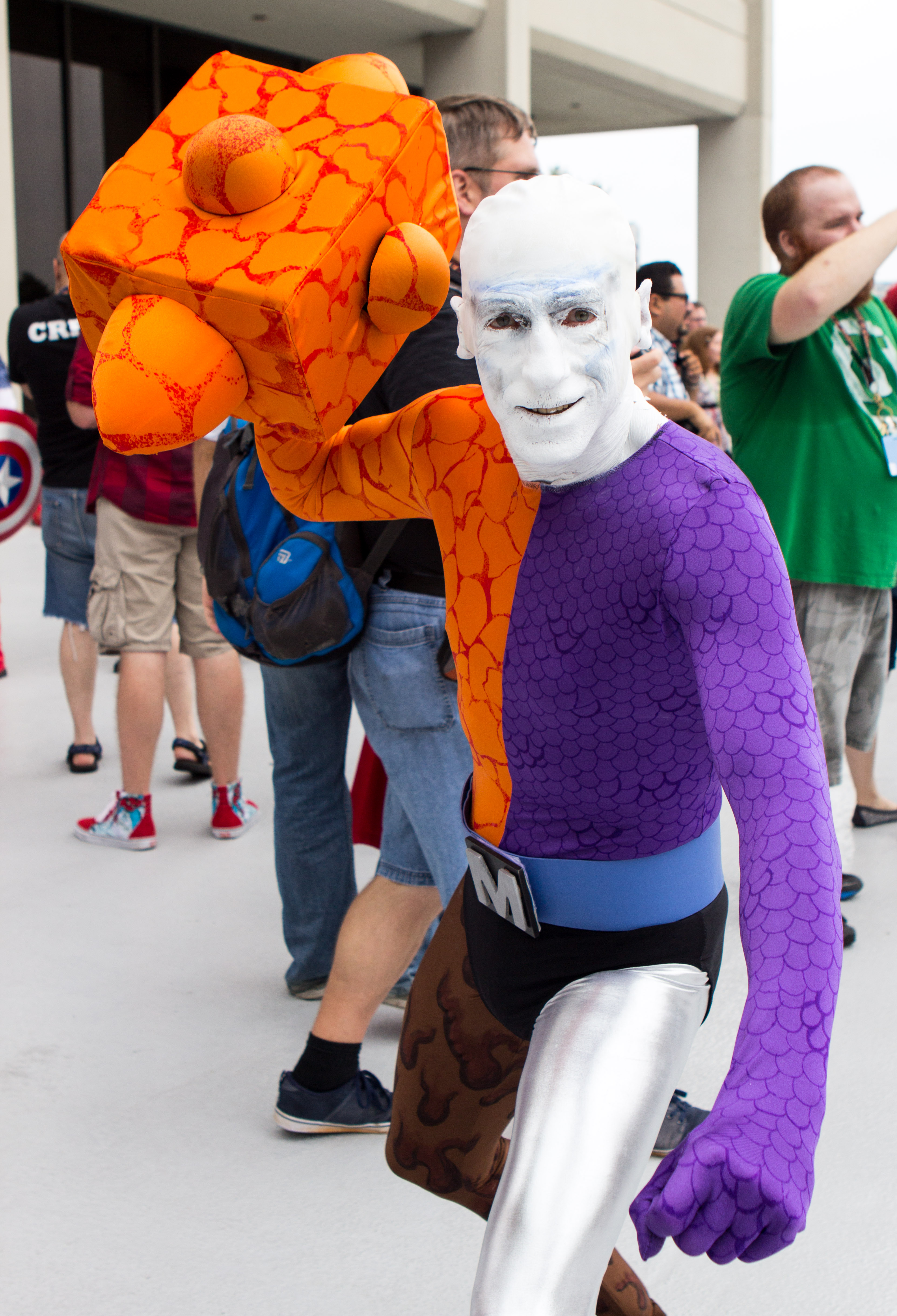
Le personnage de Metamorpho créé par Ramona Fradon.

En 1965, Ramona Fradon se voit proposer de créer un personnage, Metamorpho, qui apparaît pour la première fois dans le numéro 57 de The Brave and the Bold. Le scénario est signé Bob Haney. C'est la seule fois où Fradon, qui jusqu'alors ne se souciait pas de l'auteur des intrigues, travaille de concert avec le scénariste. Bob Haney a un esprit proche du sien et le même sens de l'humour et tous deux s'inspirent l'un l'autre pour créer des histoires loufoques qui correspondent mieux à son caractère. Les super-héros, trop sérieux, ne l'attirent pas.

#### Brenda Starr, Reporter
Brenda Starr est créée par Dale Messick en 1940. En 1980, celle-ci décide de s'occuper seulement du scénario et d'abandonner le dessin. Les éditeurs décident alors d'engager une femme pour la remplacer et, sur les conseils de Gil Fox, ils embauchent Ramona Fradon. Quand elle travaille avec Dale Messick, Fradon part des crayonnés que celle-ci lui fournit mais, en 1982, Messick quitte totalement le strip et elle est remplacée d'abord par Linda Sutter puis par Mary Schmich. Ces deux scénaristes ont la même méthode de travail : elles donnent leurs indications au sujet de la bande du jour par téléphone à la dessinatrice, qui ne sait jamais quelle direction prend la série. Le travail se fait toujours dans l'urgence, d'autant qu'aux six strips de la semaine s'ajoute la planche du dimanche qui est beaucoup plus grande et rompt la suite de l'histoire hebdomadaire.

## Publications
| Éditeur                   | Titre                                                                                           | Numéros                                                | Année       |
| ------------------------- | ----------------------------------------------------------------------------------------------- | ------------------------------------------------------ | ----------- |
| Angry Isis Press          | Choices: A Pro-Choice Benefit Comic Anthology for the National Organization for Women (2 pages) | 1                                                      | 1990        |
| Archie Comics             | Sonic the Hedgehog (1 page)                                                                     | 68                                                     | 1999        |
| Archie Comics             | Archie & Veronica (couverture alternative)                                                      | 275                                                    | 1999        |
| Bongo Comics              | Simpsons Super Spectacular (Radioactive Man)                                                    | 5                                                      | 2011        |
| Bongo Comics              | Bob l'éponge Comics (Mermaid Man)                                                               | 3                                                      | 2011        |
| Bongo Comics              | Bob l'éponge Comics Annual (Mermaid Man)                                                        | 1                                                      | 2013        |
| Chicago Tribune Syndicate | Brenda Starr, Reporter                                                                          |                                                        | 1980-1995   |
| DC Comics                 | 1st Issue Special (Metamorpho)                                                                  | 3                                                      | 1975        |
| DC Comics                 | Adventure Comics (Shining Knight)                                                               | 165 - 166                                              | 1951        |
| DC Comics                 | Adventure Comics (Aquaman)                                                                      | 167-168, 170–201, 203-206, 208–280, 282                | 1951-1961,  |
| DC Comics                 | The Amazing World of DC Comics                                                                  | 10                                                     | 1976        |
| DC Comics                 | The Brave and the Bold (Metal Men and the Atom)                                                 | 55                                                     | 1964        |
| DC Comics                 | The Brave and the Bold (Metamorpho)                                                             | 57-58                                                  | 1964        |
| DC Comics                 | The Brave and the Bold (Batman and Green Lantern)                                               | 59                                                     | 1965        |
| DC Comics                 | Detective Comics (Roy Raymond                                                                   | 170                                                    | 1951        |
| DC Comics                 | Freedom Fighters                                                                                | 3-6                                                    | 1976-1977   |
| DC Comics                 | Gang Busters                                                                                    | 10, 21, 25, 28, 30, 58                                 | 1949-1957   |
| DC Comics                 | House of Mystery                                                                                | 23, 42, 48, 56, 223, 230, 232, 235, 239, 251, 273, 275 | 1954-1979   |
| DC Comics                 | House of Secrets                                                                                | 116, 118, 121, 136                                     | 1974-1975   |
| DC Comics                 | Just Imagine… Stan Lee With Scott McDaniel Creating Aquaman                                     | 1                                                      | 2002        |
| DC Comics                 | Metamorpho                                                                                      | 1 - 4                                                  | 1965 - 1966 |
| DC Comics                 | Mr. District Attorney                                                                           | 20–21, 32                                              | 1951 - 1953 |
| DC Comics                 | Plastic Man                                                                                     | 11–20                                                  | 1976 - 1977 |
| DC Comics                 | Plop!                                                                                           | 8                                                      | 1974        |
| DC Comics                 | Secrets of Haunted House                                                                        | 3, 14, 23                                              | 1975-1980   |
| DC Comics                 | Secrets of Sinister House                                                                       | 17                                                     | 1974        |
| DC Comics                 | Showcase (Aquaman)                                                                              | 30                                                     | 1961        |
| DC Comics                 | Silver Age Secret Files                                                                         | 1                                                      | 2000        |
| DC Comics                 | Star Spangled War Stories                                                                       | 3–4, 8, 16, 184                                        | 1952 - 1975 |
| DC Comics                 | Super Friends                                                                                   | 3–17,, 19, 21–31, 33–34, 36–41                         | 1977 - 1981 |
| DC Comics                 | Western Comics                                                                                  | 23, 38, 40–42 (Rodeo Rick)                             | 1951 - 1953 |
| DC Comics                 | Wonder Woman Annual                                                                             | 2                                                      | 1989        |
| DC Comics                 | World's Finest Comics (Aquaman)                                                                 | 127–133, 135, 137, 139                                 | 1962 - 1964 |
| Little, Brown & Compagny  | The Adventures of Unemployed Man                                                                | 1                                                      | 2010        |
| Marvel Comics             | Crazy (magazine)                                                                                | 66                                                     | 1980        |
| Marvel Comics             | Fantastic Four                                                                                  | 133                                                    | 1973        |
| Marvel Comics             | Girl Comics (1 page)                                                                            | 2                                                      | 2010        |
| Marvel Comics             | Namora (couverture alternative)                                                                 | 1                                                      | 2010        |
| Nemo Publishing           | Sea Ghost                                                                                       | 1                                                      | 2010        |
| Nickelodeon               | Nick Mag Presents (Mermaid Man and Barnacle Boy)                                                |                                                        | 2003        |

## Récompenses
- 1996 : prix Inkpot[5].
- 1999 : Temple de la renommée des auteures de bande dessinée[5].
- 2003 : Cartoon Collector's Lifetime Achievement Award[5].
- 2006 : inscription au temple de la renommée Will Eisner[29].